# Igapó

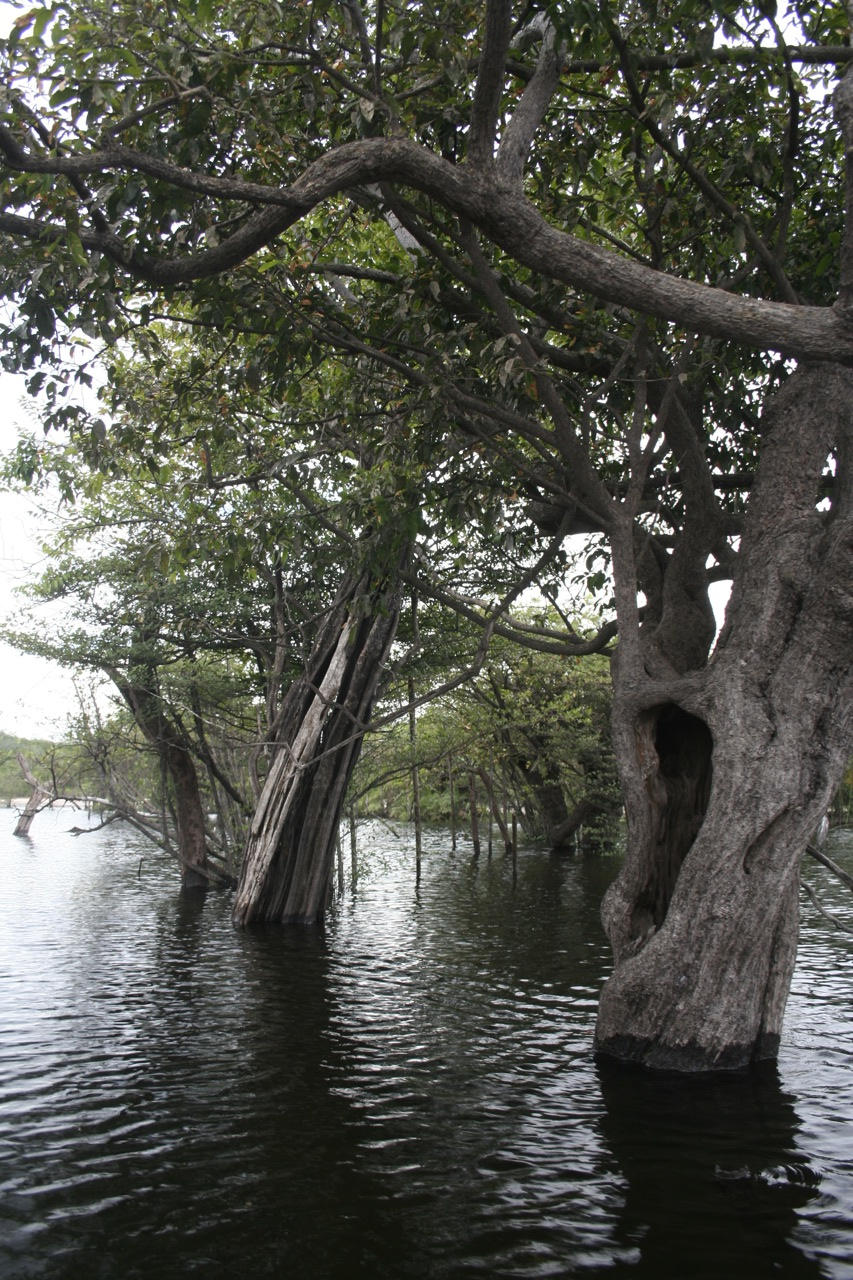
Igapó en Brasil

Igapó es una palabra que se usa en Brasil para denominar a los bosques amazónicos inundados por aguas negras. Estos bosques pantanosos y similares, están inundados estacionalmente con agua dulce. Por lo general están presentes a lo largo de los tramos bajos de los ríos y alrededor de los lagos. 
Se encuentran en una gama de zonas climáticas, que van desde boreal y templada hasta tropical y subtropical. En la cuenca amazónica de Brasil, un bosque estacionalmente inundado por aguas blancas es conocido como várzea, que es similar al Igapó en muchos aspectos. La diferencia clave entre estos hábitats, radica en el tipo de agua que inunda el bosque.
Los bosques pantanosos de agua dulce se pueden clasificar en dos categorías de humedales boscosos, que son los bosques inundados de forma permanente y los inundados estacionalmente. Es posible encontrar estos dos tipos, debido a la alta variación microtopográfica. Debido a estas diferencias topográficas, las comunidades de árboles están delimitados y tienen una distribución sobre pequeñas áreas continuas. 
Estos bosques pueden ser capaces de sostener una gran cantidad de especies de aves, mamíferos, reptiles, anfibios, peces e invertebrados, sin embargo, la biodiversidad varía entre los ecosistemas de humedales y la riqueza de especies de los bosques pantanosos de agua dulce no se conoce aún por completo. En cuanto a las especies vegetales, estos bosques tienen una diversidad menor en comparación con otros tipos de bosques, como los de tierra firme, en América del Sur.